# 여의정
여의정은 대한민국 충청북도 영동군 양산면에 있다. 1996년 4월 15일 영동군의 향토유적 제23호로 지정되었다.

## 개요
송호리 솔밭 내에 위치한 정자로 밀양박씨 종중이 1935년 건립하였다.  정자 주변으로 불상과 석탑이 있다.